# Johannes Langenhagen
Johannes Langenhagen (* 29. August 1937 in Halle/Saale) ist ein deutscher Industriedesigner und war Hochschullehrer.

## Leben und Werk
Langenhagen studierte von 1955 bis 1959 Maschinenbau an der TH Dresden und von 1959 bis 1962 Industrie-Formgestaltung an der Hochschule für industrielle Formgestaltung Halle – Burg Giebichenstein (HIF). Danach arbeitete er bis 1964 als Formgestalter beim VEB Maschinenfabrik Halle (Saale). Ab 1964 war er Mitarbeiter der HIF. Er war anfangs im Fernstudium lehrend tätig, Forschungsmitarbeiter in der Sektion Produkt- und Umweltgestaltung im Bereich der materiellen Produktion und dort u. a. Leiter der 1975 neu gegründeten Gruppe Forschung und Entwicklung, zu der auch Gerhard Bieber (* 1944), Georg Böttcher (* 1940), Peter Kersten (* 1937) und Hartmut Voigt (* 1950) gehörten. Ab 1978 war er Oberassistent und ab 1985 Dozent.
Langenhagen war bis 1990 Mitglied des Verbands Bildender Künstler der DDR. Er war 1972/1973 und 1982/1983 in Dresden auf der VII. und IX. Kunstausstellung der DDR und 1974 und 1979 auf der Bezirkskunstausstellung Halle vertrete.
Ab 1992 hatte Langenhagen eine Professur für Technisches Design. Von 1993 bis 1997 war er Rektor der Schule. Danach war er bis zur Emeritierung 2002 wieder im Hauptstudium des Studienganges Industriedesign lehrend tätig. Er wurde beim Ausscheiden mit der Medaille „Dank der Burg“ geehrt.
Ab 2018 lernte Langenhagen im Meisterkurs des Fördervereins für das Stadtmuseum Halle das Glockenspielen. Seitdem gehört er zu den Glockenspielerinnen und Glockenspielern, die an den „Carillon-Sonntagen“ die 76 Glocken des Europa-Carillons im Roten Turm spielen.

## Von Langenhagen designte Industrieprodukte (Auswahl)
- Doppeltriebwagen BR 270 für die Berliner S-Bahn (1978/1979; mit weiteren Designern)[2]